# ナタリー・ハインズ
ナタリー・アニシャ・ハインズ（Natalie Anisha Hinds, 1993年12月7日 - ）は、アメリカ合衆国・テキサス州ミッドランド出身の女子競泳選手。専門は自由形とバタフライ。オリンピック競泳アメリカ代表に選出されメダルを獲得した史上4人目のアフリカ系アメリカ人女性である。

## 経歴

### 生い立ち
父メルヴィンと母クラウディアの間に生まれる。クラウディアはナタリーを妊娠中にラップスイミングをしていたという。
姉ローレンの後を追って4歳で水泳、6歳で競泳を始めると、9歳の時にはテキサス年齢別選手権に初出場を果たした。12歳の時には自分が水泳が得意なのだと気づいたという。

### 大学時代
フロリダ大学に進学してゲイターズの一員となったハインズはNCAAタイトルこそ獲得できなかったものの、SEC選手権の100y自由形で2回優勝（2015年・2016年）、100yバタフライで1回優勝（2013年）、オール・アメリカに20回選出、2015年のオールSECファーストチームに選出、2013年のSEC女子最優秀新人賞を受賞するなど活躍した。また、2015年NCAA選手権の100y自由形では1位にシモーネ・マニュエル、2位にリア・ニール、3位にハインズが入り、NCAA選手権の競泳競技で史上初めてアフリカ系アメリカ人が表彰台を独占するという歴史的快挙の当事者の1人となった。

### 引退と復帰
2016年全米オリンピック選考会に出場するも50m自由形で55位（26秒08）、100m自由形で40位（56秒31）、100mバタフライで70位（1分01秒08）に終わった。この散々な結果に、とても恥ずかしく、本当にがっかりしたというハインズは泳ぐことが嫌になり引退することにしたが、恥ずかしさもあって引退を公表することはしなかった。その後はターナー・ブロードキャスティングやブリーチャー・レポート・ライブで働き、副業で水泳のコーチもしていた。仕事は好きだったものの朝9時から午後5時までのデスクワークが自分には向いていないと思っていたハインズは、2018年に全米選手権を観戦した際に選手たちが楽しそうに泳いでいるのを見て競泳に復帰することを決めた。2018年の秋からトレーニングを開始し、12月には復帰後初の大会に出場した。
復帰後最初の大きな大会となった2019年の全米選手権では、50mと100mの自由形で5位（25秒02と54秒34）、100mバタフライで8位（58秒78）と好成績を収めた。

### 2021年全米オリンピック選考会
50mと100mの自由形、100mバタフライの3種目に出場した。50m自由形と100mバタフライは準決勝11位（25秒14と58秒40）に終わったものの、前回の全米オリンピック選考会から大幅に順位を上げた（前回は50m自由形が55位、100mバタフライが70位）。100m自由形では53秒84で4位に入り、個人種目での出場権は逃したものリレー要員としてアメリカ代表に選出された。これによりハインズは、マリッツァ・コレイア、リア・ニール、シモーネ・マニュエルに次ぐ、オリンピック競泳アメリカ代表に選出された史上4人目のアフリカ系アメリカ人女性となった。

### 2020年東京オリンピック
1年延期された東京オリンピックの4×100mフリーリレーに出場し、27歳にして国際大会デビューを果たした。第4泳を務めた予選ではチーム最速スプリットタイムの53秒28をマークし、アメリカの順位を4位から2位に引き上げる活躍を見せ、この結果決勝を泳ぐメンバーにも選ばれた。決勝前日は1時間しか眠れずパニックに陥ったが、ルームメイトに落ち着かせてもらい、カフェインを摂取して決勝に臨んだ。決勝では第3泳を務めると、第1泳のエリカ・ブラウンと第2泳のアビー・ワイツェルから引き継いだ時点では4位だったが、ハインズは53秒15のスプリットタイムをマークしてアメリカの順位を3位に引き上げた。ハインズから引き継いだ第4泳のシモーネ・マニュエルは50mを泳いだ時点でカナダを抜き2位だったが、最後にカナダに抜かれ0秒03差の3位に終わった。ハインズは初出場のオリンピックで決勝を泳ぎ銅メダルを獲得した。

### 2022年全米国際大会選考会
100m自由形で4位（53秒65）、50m自由形と100mバタフライで7位（24秒97と58秒45）に入り、この結果ブダペスト世界選手権のリレー代表に選出された。

### 2022年ブダペスト世界選手権
世界選手権初出場を果たすと、第4泳を務めた4×100mリレー予選で53秒89のスプリットタイムをマークし、全体2位での決勝進出に貢献した。予選のみの出場に終わったが、アメリカは決勝で3位に入ったためハインズも銅メダルを獲得した。4×100mメドレーリレーにも出場したハインズは予選でバタフライ区間の第3泳を務め、58秒88のスプリットタイムをマークして全体7位での決勝進出に貢献した。予選のみの出場に終わったが、アメリカが優勝したためハインズも金メダルを獲得した。

### 2022年全米選手権
100m自由形を自己ベストの53秒53で制し、28歳にして全米タイトルを獲得した。

### 2022年メルボルン世界短水路選手権
メルボルン世界短水路選手権に出場すると、世界大会の個人種目初出場となった100m自由形は決勝に進出したものの8位に終わった。リレーには4種目に予選だけ出場し、4種目全てで決勝進出に貢献した。決勝の結果、4×50mフリーリレーで金メダル、4×100mフリーリレーと4×50mメドレーリレーで銀メダルを獲得した。

## 人物
- 好きな観光地はサンルーカス岬。メキシコ料理が好きでスペイン語も少し話せるという[20]。
- 尊敬する人物はアメリカで自力で億万長者になった最初の女性と言われるマダム・C.J.ウォーカー[20]。
- 好きな本は犯罪小説。好きな作家はJ・D・ロブ[20]。
- 趣味が高じてタペストリーを手作りする会社「Loominary Design」を立ち上げた[20]。

## 成績

### 主要国際大会
世界水泳連盟のウェブサイト参照
| 年                 | 大会               | 場所               | 種目                  | 結果               | 記録               | 泳順               | 備考               |
| アメリカ合衆国代表 | アメリカ合衆国代表 | アメリカ合衆国代表 | アメリカ合衆国代表    | アメリカ合衆国代表 | アメリカ合衆国代表 | アメリカ合衆国代表 | アメリカ合衆国代表 |
| ------------------ | ------------------ | ------------------ | --------------------- | ------------------ | ------------------ | ------------------ | ------------------ |
| 2021               | オリンピック       | 東京               | 4x100mフリーリレー    | 銅メダル           | 3分32秒81          | 3泳                |                    |
| 2022               | 世界選手権         | ブダペスト         | 4x100mフリーリレー    | 予選2位            | 3分35秒23          | 4泳                | 予選のみ出場       |
| 2022               | 世界選手権         | ブダペスト         | 4x100mメドレーリレー  | 予選7位            | 4分00秒06          | 3泳                | 予選のみ出場       |
| 2022               | 世界短水路選手権   | メルボルン         | 100m自由形            | 8位                | 52秒24             |                    |                    |
| 2022               | 世界短水路選手権   | メルボルン         | 4x50mフリーリレー     | 予選3位            | 1分36秒17          | 3泳                | 予選のみ出場       |
| 2022               | 世界短水路選手権   | メルボルン         | 4x100mフリーリレー    | 予選4位            | 3分31秒11          | 3泳                | 予選のみ出場       |
| 2022               | 世界短水路選手権   | メルボルン         | 4x50mメドレーリレー   | 予選7位            | 1分46秒58          | 4泳                | 予選のみ出場       |
| 2022               | 世界短水路選手権   | メルボルン         | 混合4x50mフリーリレー | 予選4位            | 1分29秒97          | 3泳                | 予選のみ出場       |

### 全米オリンピック選考会
| 年   | 場所   | 種目           | 結果       | 記録      | 備考 | 脚注   |
| ---- | ------ | -------------- | ---------- | --------- | ---- | ------ |
| 2012 | オマハ | 100mバタフライ | 予選47位   | 1分00秒81 |      | [ 22 ] |
| 2016 | オマハ | 50m自由形      | 予選55位   | 26秒08    |      | [ 6 ]  |
| 2016 | オマハ | 100m自由形     | 予選40位   | 56秒31    |      | [ 6 ]  |
| 2016 | オマハ | 100mバタフライ | 予選70位   | 1分01秒08 |      | [ 6 ]  |
| 2021 | オマハ | 50m自由形      | 準決勝11位 | 25秒14    |      | [ 23 ] |
| 2021 | オマハ | 100m自由形     | 4位        | 53秒84    |      | [ 23 ] |
| 2021 | オマハ | 100mバタフライ | 準決勝11位 | 58秒40    |      | [ 23 ] |

### 大学の主要大会
yはヤードを意味する。全て短水路の記録。
| 年           | 大会         | 場所                 | 種目                 | 結果         | 記録         | 泳順         | 備考         | 脚注         |
| フロリダ大学 | フロリダ大学 | フロリダ大学         | フロリダ大学         | フロリダ大学 | フロリダ大学 | フロリダ大学 | フロリダ大学 | フロリダ大学 |
| ------------ | ------------ | -------------------- | -------------------- | ------------ | ------------ | ------------ | ------------ | ------------ |
| 2013         | SEC選手権    | カレッジステーション | 50y自由形            | 7位          | 22秒26       |              |              | [ 24 ]       |
| 2013         | SEC選手権    | カレッジステーション | 100y自由形           | 銅メダル     | 48秒03       |              |              | [ 24 ]       |
| 2013         | SEC選手権    | カレッジステーション | 100yバタフライ       | 金メダル     | 51秒70       |              |              | [ 24 ]       |
| 2013         | SEC選手権    | カレッジステーション | 4x50yフリーリレー    | 銅メダル     | 1分27秒98    | 4泳          |              | [ 24 ]       |
| 2013         | SEC選手権    | カレッジステーション | 4x100yフリーリレー   | 銀メダル     | 3分13秒21    | 2泳          |              | [ 24 ]       |
| 2013         | SEC選手権    | カレッジステーション | 4x50yメドレーリレー  | 銀メダル     | 1分35秒96    | 4泳          |              | [ 24 ]       |
| 2013         | SEC選手権    | カレッジステーション | 4x100yメドレーリレー | 5位          | 3分32秒94    | 3泳          |              | [ 24 ]       |
| 2013         | NCAA選手権   | インディアナポリス   | 50y自由形            | B決勝1位     | 22秒12       |              |              | [ 25 ]       |
| 2013         | NCAA選手権   | インディアナポリス   | 100y自由形           | 銅メダル     | 47秒73       |              |              | [ 25 ]       |
| 2013         | NCAA選手権   | インディアナポリス   | 100yバタフライ       | B決勝1位     | 51秒89       |              |              | [ 25 ]       |
| 2013         | NCAA選手権   | インディアナポリス   | 4x50yフリーリレー    | 8位          | 1分28秒93    | 2泳          |              | [ 25 ]       |
| 2013         | NCAA選手権   | インディアナポリス   | 4x100yフリーリレー   | 6位          | 3分12秒96    | 4泳          |              | [ 25 ]       |
| 2013         | NCAA選手権   | インディアナポリス   | 4x50yメドレーリレー  | 4位          | 1分36秒06    | 4泳          |              | [ 25 ]       |
| 2013         | NCAA選手権   | インディアナポリス   | 4x100yメドレーリレー | 8位          | 3分33秒61    | 3泳          |              | [ 25 ]       |
| 2014         | SEC選手権    | アセンズ             | 50y自由形            | 4位          | 21秒91       |              |              | [ 26 ]       |
| 2014         | SEC選手権    | アセンズ             | 100y自由形           | 銅メダル     | 47秒71       |              |              | [ 26 ]       |
| 2014         | SEC選手権    | アセンズ             | 100yバタフライ       | 4位          | 52秒32       |              |              | [ 26 ]       |
| 2014         | SEC選手権    | アセンズ             | 4x50yフリーリレー    | 5位          | 1分28秒70    | 4泳          |              | [ 26 ]       |
| 2014         | SEC選手権    | アセンズ             | 4x100yフリーリレー   | 銅メダル     | 3分14秒11    | 2泳          |              | [ 26 ]       |
| 2014         | SEC選手権    | アセンズ             | 4x50yメドレーリレー  | 銅メダル     | 1分36秒20    | 4泳          |              | [ 26 ]       |
| 2014         | SEC選手権    | アセンズ             | 4x100yメドレーリレー | 4位          | 3分31秒07    | 4泳          |              | [ 26 ]       |
| 2014         | NCAA選手権   | ミネアポリス         | 50y自由形            | B決勝1位     | 21秒66       |              |              | [ 27 ]       |
| 2014         | NCAA選手権   | ミネアポリス         | 100y自由形           | 4位          | 47秒40       |              |              | [ 27 ]       |
| 2014         | NCAA選手権   | ミネアポリス         | 100yバタフライ       | 予選17位     | 52秒33       |              |              | [ 27 ]       |
| 2014         | NCAA選手権   | ミネアポリス         | 4x50yフリーリレー    | B決勝1位     | 1分27秒54    | 3泳          |              | [ 27 ]       |
| 2014         | NCAA選手権   | ミネアポリス         | 4x100yフリーリレー   | 5位          | 3分12秒44    | 3泳          |              | [ 27 ]       |
| 2014         | NCAA選手権   | ミネアポリス         | 4x50yメドレーリレー  | 銅メダル     | 1分35秒42    | 4泳          |              | [ 27 ]       |
| 2014         | NCAA選手権   | ミネアポリス         | 4x100yメドレーリレー | 4位          | 3分30秒27    | 4泳          |              | [ 27 ]       |
| 2015         | SEC選手権    | オーバーン           | 50y自由形            | 6位          | 22秒13       |              |              | [ 28 ]       |
| 2015         | SEC選手権    | オーバーン           | 100y自由形           | 金メダル     | 47秒26       |              |              | [ 28 ]       |
| 2015         | SEC選手権    | オーバーン           | 100yバタフライ       | 銅メダル     | 51秒70       |              |              | [ 28 ]       |
| 2015         | SEC選手権    | オーバーン           | 4x50yフリーリレー    | 6位          | 1分29秒43    | 1泳          |              | [ 28 ]       |
| 2015         | SEC選手権    | オーバーン           | 4x100yフリーリレー   | 銀メダル     | 3分14秒12    | 1泳          |              | [ 28 ]       |
| 2015         | SEC選手権    | オーバーン           | 4x50yメドレーリレー  | 5位          | 1分37秒12    | 4泳          |              | [ 28 ]       |
| 2015         | SEC選手権    | オーバーン           | 4x100yメドレーリレー | 7位          | 3分34秒76    | 3泳          |              | [ 28 ]       |
| 2015         | NCAA選手権   | グリーンズボロ       | 50y自由形            | 予選18位     | 22秒17       |              |              | [ 29 ]       |
| 2015         | NCAA選手権   | グリーンズボロ       | 100y自由形           | 銅メダル     | 47秒19       |              |              | [ 29 ]       |
| 2015         | NCAA選手権   | グリーンズボロ       | 100yバタフライ       | 5位          | 51秒30       |              |              | [ 29 ]       |
| 2015         | NCAA選手権   | グリーンズボロ       | 4x50yフリーリレー    | 予選20位     | 1分29秒29    | 1泳          |              | [ 29 ]       |
| 2015         | NCAA選手権   | グリーンズボロ       | 4x100yフリーリレー   | 7位          | 3分14秒27    | 2泳          |              | [ 29 ]       |
| 2015         | NCAA選手権   | グリーンズボロ       | 4x50yメドレーリレー  | 予選23位     | 1分38秒41    | 3泳          |              | [ 29 ]       |
| 2015         | NCAA選手権   | グリーンズボロ       | 4x100yメドレーリレー | 予選29位     | 3分36秒65    | 3泳          |              | [ 29 ]       |
| 2016         | SEC選手権    | コロンビア           | 50y自由形            | 4位          | 22秒06       |              |              | [ 30 ]       |
| 2016         | SEC選手権    | コロンビア           | 100y自由形           | 金メダル     | 47秒35       |              |              | [ 30 ]       |
| 2016         | SEC選手権    | コロンビア           | 100yバタフライ       | 5位          | 51秒87       |              |              | [ 30 ]       |
| 2016         | SEC選手権    | コロンビア           | 4x50yフリーリレー    | 6位          | 1分29秒97    | 1泳          |              | [ 30 ]       |
| 2016         | SEC選手権    | コロンビア           | 4x100yフリーリレー   | 銅メダル     | 3分14秒49    | 2泳          |              | [ 30 ]       |
| 2016         | SEC選手権    | コロンビア           | 4x200yフリーリレー   | 銅メダル     | 7分03秒44    | 2泳          |              | [ 30 ]       |
| 2016         | SEC選手権    | コロンビア           | 4x100yメドレーリレー | 10位         | 3分38秒60    | 3泳          |              | [ 30 ]       |
| 2016         | NCAA選手権   | アトランタ           | 50y自由形            | B決勝4位     | 22秒15       |              |              | [ 31 ]       |
| 2016         | NCAA選手権   | アトランタ           | 100y自由形           | 6位          | 47秒59       |              |              | [ 31 ]       |
| 2016         | NCAA選手権   | アトランタ           | 100yバタフライ       | 予選17位     | 52秒41       |              |              | [ 31 ]       |
| 2016         | NCAA選手権   | アトランタ           | 4x50yフリーリレー    | 予選19位     | 1分29秒95    | 1泳          |              | [ 31 ]       |
| 2016         | NCAA選手権   | アトランタ           | 4x100yフリーリレー   | B決勝6位     | 3分15秒07    | 2泳          |              | [ 31 ]       |
| 2016         | NCAA選手権   | アトランタ           | 4x200yフリーリレー   | 16位         | 7分04秒79    | 2泳          |              | [ 31 ]       |
| 2016         | NCAA選手権   | アトランタ           | 4x100yメドレーリレー | 予選26位     | 3分37秒73    | 3泳          |              | [ 31 ]       |

## 自己ベスト
SwimRankings.net参照
| 種目           | 記録      | 日付           | 大会                    | 場所               | 備考   |
| 長水路         | 長水路    | 長水路         | 長水路                  | 長水路             | 長水路 |
| -------------- | --------- | -------------- | ----------------------- | ------------------ | ------ |
| 50m自由形      | 24秒97    | 2022年4月30日  | 全米国際大会選考会      | グリーンズボロ     |        |
| 100m自由形     | 53秒53    | 2022年7月26日  | 全米選手権              | アーバイン         |        |
| 200m自由形     | 1分59秒82 | 2022年7月27日  | 全米選手権              | アーバイン         |        |
| 50mバタフライ  | 26秒07    | 2022年4月27日  | 全米国際大会選考会      | グリーンズボロ     |        |
| 100mバタフライ | 58秒40    | 2021年6月13日  | 全米オリンピック選考会  | オマハ             |        |
| 短水路         |           |                |                         |                    |        |
| 50m自由形      | 24秒11    | 2022年11月3日  | ワールドカップ          | インディアナポリス |        |
| 100m自由形     | 52秒01    | 2019年12月21日 | ISL・グランドファイナル | ラスベガス         |        |
| 200m自由形     | 1分56秒51 | 2022年11月4日  | ワールドカップ          | インディアナポリス |        |
| 50mバタフライ  | 25秒62    | 2022年11月4日  | ワールドカップ          | インディアナポリス |        |
| 100mバタフライ | 57秒01    | 2019年12月20日 | ISL・グランドファイナル | ラスベガス         |        |